# Tait (banda)
Tait es una banda de rock cristiano formada por Michael Tait en 2001, uno de los miembros de dc Talk y el vocalista de Newsboys desde 2010.
La banda está compuesta por el ya mencionado Michael Tait (voz y piano), Evan Wetherford (guitarra), Jordan Hester (bajo) y Chad Chapin (batería).

## Carrera musical

### Pre-formación de Tait (1996-1999)
En 1996, el cantante de dc Talk Michael Tait conoció al baterista Chad Chapin y los dos se hicieron buenos amigos y comenzaron a escribir canciones juntos. Después de unos años, Michael creó su propia banda, un grupo de funk y hard rock llamada Curious George.
Michael Tait estuvo de gira con Chapin en unos cuantos conciertos, interpretando música de Pearl Jam, King's X y The 77's. Después fue cuando Tait y Chapin decidieron finalmente formar un grupo de música y salir de gira por el mundo.
Michael Tait y Pete Stewart también habían hecho una amistad antes de la creación de la banda. Después de Stewart había ayudado a dc Talk tocando la guitarra en su álbum de estudio titulado Supernatural. También Tait y Stewart coescribieron la canción Uphill Battle, que apareció en el álbum recopilatorio de ForeFront Records Ten: The Birthday Album. Cuando el grupo de Stewart, Grammatrain, se separó en 1998, pasó a coproducir su álbum en solitario con la ayuda de Tait.

### Empty (2000-2002)
Cuando dc Talk se tomó un descanso alrededor de 1999, Michael Tait comenzó a trabajar extraoficialmente con su propia música. A medida que su proyecto en solitario poco a poco comenzó a tener éxito, Michael rápidamente pensó que las amistades que en los últimos años había hecho se habían convertido en una parte fundamental de su carrera. 
Pete Stewart vino a unirse a Michael, junto con los hermanos Chapin, Chad y Lonnie, que en 1996 se mudaron a Nashville, Tennessee, para probar suerte en el negocio de la música. La banda se formó oficialmente en 2000 y fue nombrada Tait en honor al padre de Michael, Rev. Nathel Tait.
Después de un año en grabación, la banda lanzó su primer álbum de estudio titulado Empty a través de ForeFront Records. En general fue bien recibido por los críticos y el álbum llegó a los primeros puestos de las tablas del Top Contemporary Christian Charts.
El álbum incluyó canciones que manejan temas como el escepticismo de los demás ("Spy"), el racismo ("American Tragedy") y la tristeza de Michael Tait por la pena de perder a su padre, hermana y hermano en el mismo año ("Unglued").

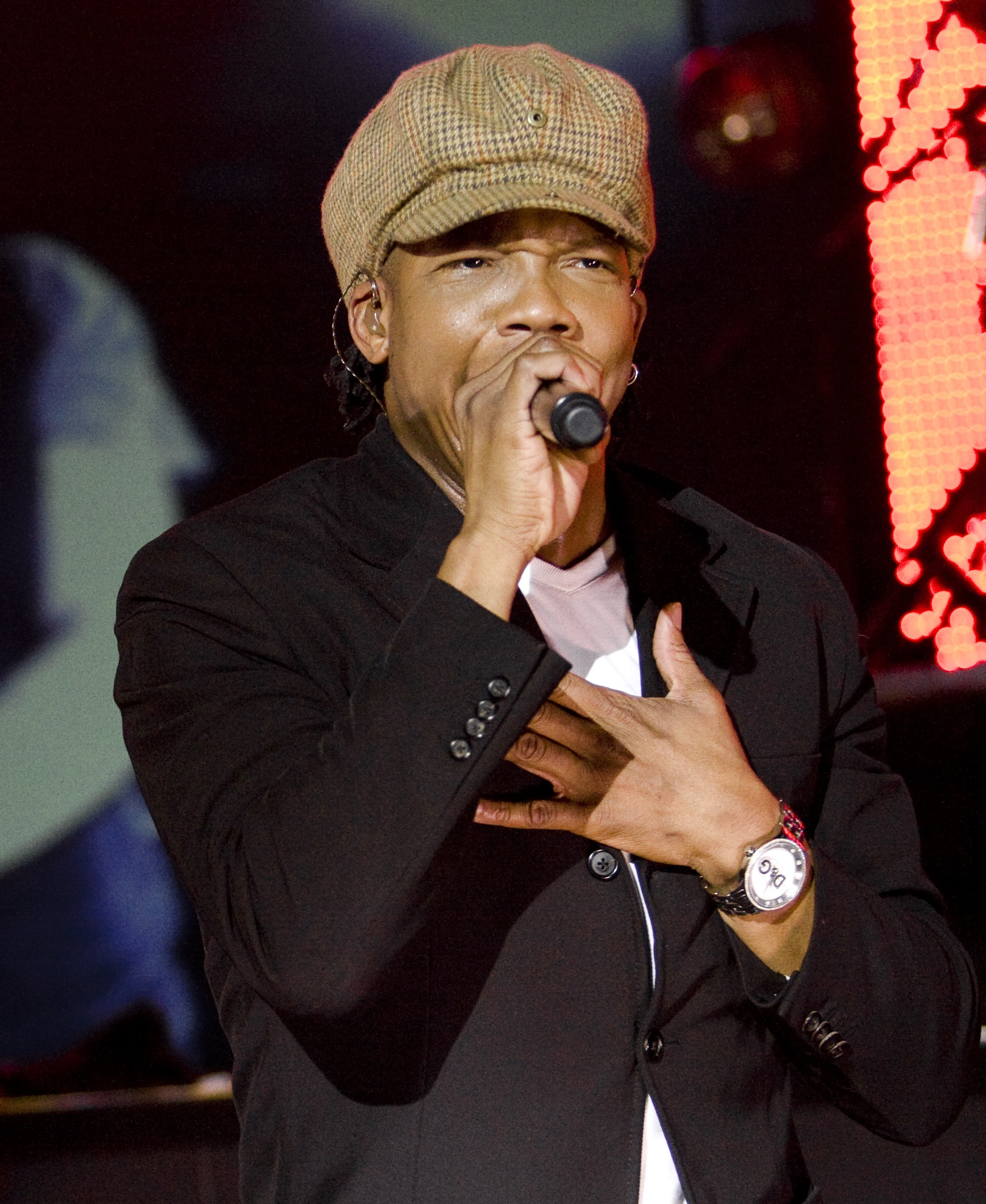
Michael Tait

### Lose This Life (2003-2007)
Después del lanzamiento del primer álbum, Pete Stewart se despidió del grupo y fue reemplazado por el joven guitarrista Justin York, de sólo 19 años de edad. 
Una vez más la banda entró en el estudio de grabación en 2002 y trabajó hasta 2003 para lanzar un nuevo álbum. El grupo tuvo éxito, y en noviembre lanzaron el segundo álbum de estudio titulado Lose This Life, lanzado por ForeFront Records el 4 de noviembre de 2003.
El álbum demostró que el grupo se había convertido en un sonido de rock mucho más agresivo y duro en comparación con el estilo musical de Empty, el cual era más relajado y fácil de escuchar.
Durante la grabación y el lanzamiento del álbum, los miembros de la banda también participaron en la producción de !Hero, una ópera de rock que modernizó la vida y la época de Jesucristo.

### Pausa y Loveology (2007-presente)
Tait no ha viajado desde el 6 de octubre de 2007, y el 9 de marzo de 2009 Michael Tait ha sido oficialmente anunciado como el vocalista de la popular banda cristiana Newsboys, un grupo de pop rock. 
Tait había previsto inicialmente lanzar un tercer álbum, titulado Loveology y anunció en 2006 que estaba en proceso de producción del álbum y que una canción llamada "Glimmer! había sido grabada, pero después de dos años de silencio, el álbum sigue inédito y su futuro sigue siendo incierto. Según palabras de Tait, el estilo musical del disco era "Stevie Wonder junto con Maroon 5 y junto con Lenny Kravitz".
Tait ha dicho que todavía está trabajando en Loveology con, entre otros, el guitarrista de Evanescence Ben Moody. Sin embargo, dijo que probablemente será diferente de la original versión del álbum en la que estaba trabajando.

## Miembros

### Miembros actuales
- Michael Tait – voz, piano
- Evan Weatherford – guitarra
- Jordan Hester – bajo
- Chad Chapin – Batería, Percusión

### Antiguos miembros
- Pete Stewart – guitarra, sintetizador
- Justin York – guitarra
- Brian Nutter – guitarra
- Lonnie Chapin – bajo
- Dave Clo – guitarra
- Brian Tait – teclado

## Discografía
- Empty, ForeFront Records (lanzado el 3 de julio de 2001)
- 'Lose This Life, ForeFront Records (lanzado el 4 de noviembre de 2003)
- 'Loveology, (no lanzado a la venta)

## Historial en listas
| Año  | Título         | Sello discográfico | Posición en lista          | Posición en lista    | Posición en lista |
| Año  | Título         | Sello discográfico | Top Contemporary Christian | Top Christian Albums | Top Heatseekers   |
| ---- | -------------- | ------------------ | -------------------------- | -------------------- | ----------------- |
| 2001 | Empty          | ForeFront Records  | 10                         |                      |                   |
| 2003 | Lose This Life | ForeFront Records  |                            | 23                   | 19                |